# Universitária FM (São Carlos)
A Universitária FM é uma estação de rádio brasileira do município de São Carlos, São Paulo. Opera nos 102.1 MHz em FM com potência de 3 000 watts (3 kW) classe A4.

## História
Foi criada em 11 de outubro de 1977, e se instalou em 2002 no campus 1 da USP de São Carlos, e posteriormente em 2008, no centro da cidade.
Em 1987, a Universidade de São Paulo passou a coordenar as atividades da Universitária FM, através de um convênio firmado com a Fundação Theodoreto Souto, detentora do canal educativo. Assim, entrava no ar a Rede USP de Rádio, através da união com a USP FM de São Paulo e a emissora local, que passava a se chamar USP FM São Carlos. Parte da programação da Rádio USP era feita em São Carlos, como os programas Chega de Saudade, Cordas e Acordeon, Mata-Burro, Miniespecial MPB, Mulheres em Vanguarda, No ar, informação e Um jardim, um coreto: a música e a saudade, e parte era retransmitida da capital.
Em 2007, o convênio entre a USP e a Fundação Theodoreto Souto terminou e não foi renovado. A emissora voltou então a se chamar Universitária FM, e passou a transmitir uma programação mais comercial. Com o fim da parceria, alguns programas deixaram a grade ou migraram para outras emissora, como Um jardim, um coreto: a música e a saudade, que tocava serestas e marchinhas e era apresentado por Rubens Betting, que foi para a Rádio UFSCar, assim como Cordas e Acordeon. Já o Mata-Burro continuou na emissora, com o nome Alternativa A.